# Webster Groves
Webster Groves – miasto w Stanach Zjednoczonych, w stanie Missouri, w hrabstwie St. Louis.